# Jos Van Ussel
Jozef (Jos) Maria Willem Van Ussel (Mechelen, 8 juni 1918 - Antwerpen, 7 juli 1976) was een Belgisch historicus, moraalfilosoof en seksuoloog.
Jos Van Ussel behaalde in 1944 het diploma van licentiaat geschiedenis aan de Katholieke Universiteit Leuven. In 1967 werd hij doctor in de geschiedenis aan de Gemeentelijke Universiteit Amsterdam met de verhandeling Sociogenese en evolutie van het probleem der seksuele propaedeuse tussen de 16de en 18de eeuw, vooral in Frankrijk en Duitsland: bijdrage tot de studie van de burgerlijke moraal.
Van Ussel begon zijn loopbaan als leraar zedenleer, o.m. aan het Koninklijk Atheneum Kapellen. In de jaren 1950 en 1960 werkte hij gedurende 12 jaar als assistent en later werkleider bij prof. Jaap Kruithof op de afdeling moraalwetenschap van de Universiteit Gent. Hun boek Jeugd voor de muur lokte hevige reacties uit van de Kerk en de conservatieven in het Vlaanderen van toen.
Vanaf 1970 was hij verbonden aan de Erasmus Universiteit van Rotterdam als wetenschappelijk hoofdmedewerker in het Instituut voor preventieve en sociale psychiatrie.
Hij was korte tijd bestuurslid van de NVSH. Hij schreef het beginsel van die vereniging dat tot vandaag onveranderd is gebleven. Dit was een merkwaardig beginsel voor een vereniging voor seksuele hervorming: in plaats van zich met ‘seksualiteit’ bezig te houden, zou de NVSH voortaan een ‘bijdrage leveren aan de emancipatie van mens en maatschappij, vooral op seksueel gebied’.
Hij overleed, 58 jaar oud, kort nadat hij zijn boek over communes had afgerond.
Voor zijn Geschiedenis van het seksuele probleem kreeg hij in 1971 de 'Prijs van de Provincie Antwerpen voor een verdienstelijk werk in een beschouwend genre'.
Werken:
- Opvoeding tot harmonische sexualiteit. Een boek voor ouders en opvoeders (Antwerpen: De Sikkel, 1957)
- Jeugd voor de muur. Vlaamse studenten over hun seksuele problematiek (1962) (met Jaap Kruithof)
- Geschiedenis van het seksuele probleem [publicatie van zijn doctoraatsverhandeling] (1968; 2de druk 1969; 5de druk 1977); vertaald in het Duits door Hubertus Martin: Sexualunterdrückung. Geschichte der Sexualfeindschaft (1970; 1977); vertaald in het Spaans door J.A. Bravo: La represion sexual (Mexico: Roca, 1974)
- Afscheid van de seksualiteit (1970; 2de druk 1976; 5de druk 1977) (woord vooraf: C.J.B.J. Trimbos)
- Het kommune boek (3de druk 1971) (inleiding)
- Toekomstig gezinsontwerp (1972) (met H.M. in 't Veld-Langeveld, J.H. Blankstein)
- Intimiteit (1975)
- Leven in communes. Verslag van een empirisch onderzoek naar communes in Nederland (1977) (met Harrie Jansen, e.a.)
- Zoeken naar warmte. De werken van Jos Van Ussel (1978) (met Lex Van Naessen)

Handboeken zedenleer:
- Bouwen aan de maatschappij: werkboek voor zedenleer voor het derde jaar lager secundair onderwijs (1957; 3de druk 1964) (met Augustin Richard Van Cauwelaert, A. Vanhassel)
- Bouwen aan de maatschappij (vierde van athenea en derde middelbare) (1961) (met Augustin Richard Van Cauwelaert, A. Vanhassel)
- De mens en zijn wereld: werkboek voor zedenleer voor de derde humaniora en het overeenstemmende leerjaar normaal en technisch onderwijs (3de druk 1963) (met Augustin Richard Van Cauwelaert)
- Bouwen aan onszelf: werkboek voor zedenleer voor de tweede, lager secundair onderwijs (3de druk 1965) (met Augustin Richard Van Cauwelaert)
- Gezin en maatschappij: werkboek voor zedenleer voor de hoogste klasse middelbaar- en normaalonderwijs onderwijs (2de druk 1962) (met Augustin Richard Van Cauwelaert, A. Vanhassel)
- Gezin en maatschappij: werkboek voor zedenleer voor het derde jaar hoger secundair onderwijs (3de druk 1967) (met Augustin Richard Van Cauwelaert, A. Vanhassel)

Over Van Ussel:
- Jaap Kruithof en Ignace Geurts: De seksualiteit herzien. Huldeboek Jos Van Ussel (1979)
- Jan Steyaert: 1962 Jos Van Ussel: van CGSO tot Sensoa in: https://www.canonsociaalwerk.eu/be/details.php?cps=26&canon_id=126
- Van Ussel, Jos, in: https://www.ugentmemorie.be/personen/van-ussel-jos-1918-1976

- Bibsys: 90241924
- Gemeinsame Normdatei: 172429374
- International Standard Name Identifier: 0000 0000 8196 6894
- Library of Congress Control Number: n79070116
- Nationale Bibliotheek van Israël: 987007459703805171
- Nederlandse Thesaurus van Auteursnamen: 068204620
- Système universitaire de documentation: 113755600
- Virtual International Authority File: 11123494
- WorldCat: E39PBJf4dG43GQ9pVVvW6xkJjC